# Saint-Soulan
 Saint-Soulan  (en occitano Sent Solan) es una población y comuna francesa, ubicada en la región de Mediodía-Pirineos, departamento de Gers, en el distrito de Auch y cantón de Samatan.

## Demografía
| 192 | 169 | 141 | 155 | 145 | 134 |
| Para los censos de 1962 a 1999 la población legal corresponde a la población sin duplicidades (Fuente: INSEE [Consultar]) |     |     |     |     |     |